# Ilona Bruzsenyák
Ilona Bruzsenyák, madžarska atletinja, * 14. september 1950, Pócsmegyer, Madžarska.
Nastopila je na poletnih olimpijskih igrah v letih 1972 in 1976, uspešnejša je bila leta 1972, ko je osvojila osmo mesto v peteroboju in deseto v skoku v daljino. V slednji disciplini je na evropskih prvenstvih osvojila naslov prvakinje leta 1974. Petkrat je postala madžarska državna prvakinje v peteroboju, štirikrat v teku na 100 m z ovirami in enkrat v skoku v daljino.